# Shahak Shapira

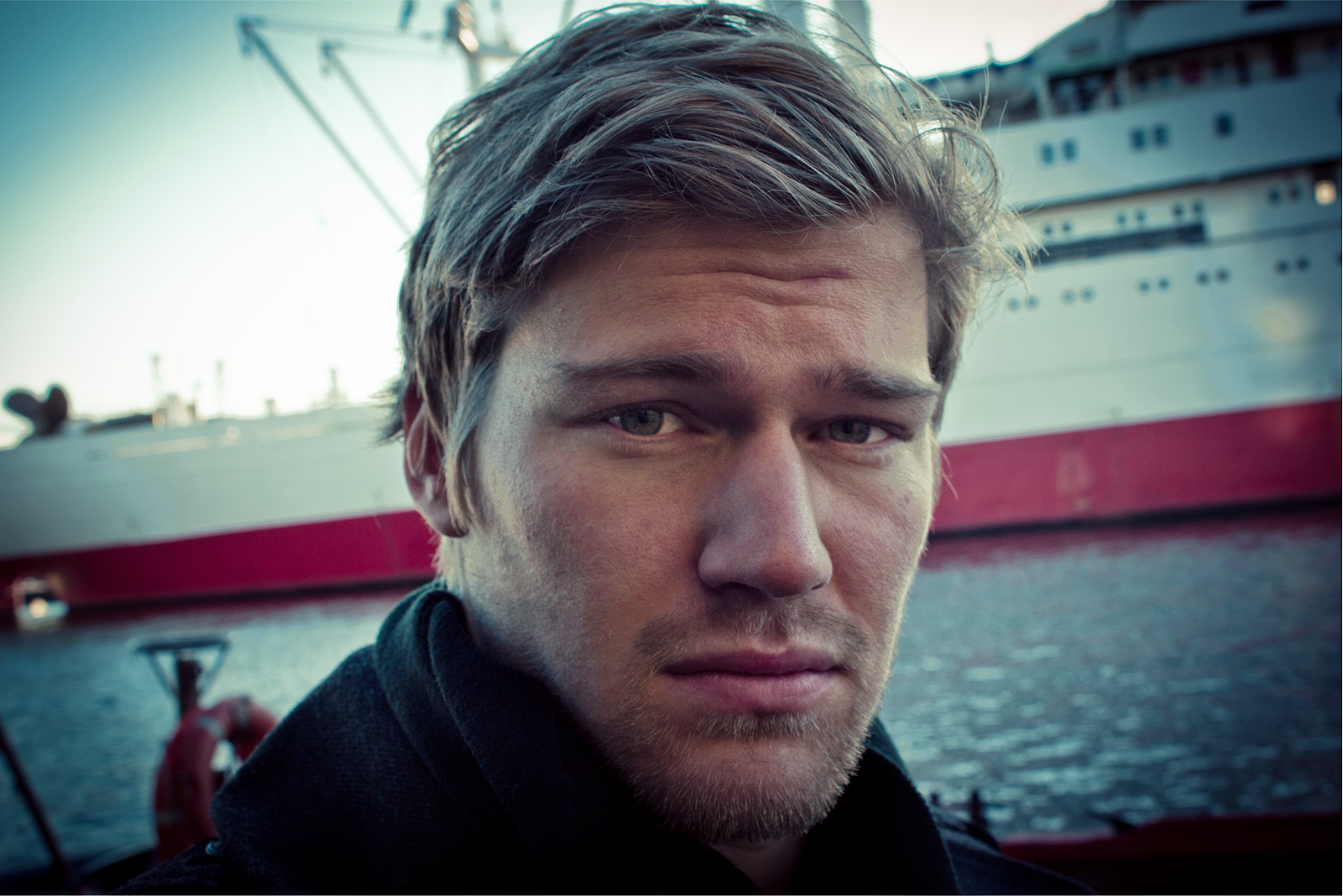
Shahak Shapira (2014)

Shahak Shapira (hebräisch שחק שפירא, geboren am 1. April 1988 in Petach Tikwa, Israel) ist ein deutscher Künstler, Schriftsteller, Musiker, Komödiant und Satiriker israelischer Herkunft.

## Leben
Shapira wuchs in der jüdischen Siedlung Oranit im Westjordanland auf. Sein Vater leitete dort ein Familienfreizeitzentrum, seine Mutter war Choreographin. Shapiras Großvater mütterlicherseits war der einzige Holocaust-Überlebende seiner Familie. Sein Großvater väterlicherseits, Amitzur Shapira, war Trainer der israelischen Leichtathleten bei den Olympischen Spielen von 1972 und starb als Geisel palästinensischer Terroristen der Gruppe Schwarzer September auf dem Militärflughafen Fürstenfeldbruck.
2002 immigrierte Shapira im Alter von 14 Jahren gemeinsam mit seiner Mutter und seinem jüngeren Bruder Lahav nach Deutschland. Die Familie ließ sich in Laucha an der Unstrut im südlichen Sachsen-Anhalt nieder. Die kleine Stadt, in der die rechtsextreme NPD bei den Kommunalwahlen 2009 mit 13,55 % das höchste Ergebnis in ganz Sachsen-Anhalt erreichte, beschreibt Shapira als eine „ostdeutsche NPD-Hochburg“. 2010 wurde Shapiras jüngerer Bruder von einem jungen Rechtsextremisten als „Judenschwein“ beschimpft und zusammengeschlagen. Das Amtsgericht Naumburg verurteilte den Schläger zu acht Monaten Haft auf Bewährung. Im Januar 2024 wurde sein Bruder Opfer eines antisemitischen Übergriffs in Berlin-Mitte. Im November 2024 äußerte Shahak, dass sein Bruder seitdem nur in Begleitung eines Wachmanns zur Uni geht. Im Mai 2024 gab er bekannt, dass er selbst mehrere Shows absagen musste, da die Auftritte für ihn oder die Menschen die zuschauen wollten nicht sicher möglich waren.
Sein Abitur machte Shapira nach eigenen Angaben mit einem Notendurchschnitt von 1,9 in Sachsen-Anhalt und studierte danach an der Miami Ad School in Berlin, wo Shapira lebt und als Creative Director für verschiedene Auftraggeber arbeitet. Unter dem Namen Shap tritt er als House-DJ in verschiedenen Clubs auf und produziert auch selbst elektronische Musik.
2014 war er nach Medienberichten Co-Gründer des Start-Ups „Peppr“, das per App Prostituierte an Freier vermittelt.
2017 nahm er die deutsche Staatsangehörigkeit an und musste deshalb seine israelische aufgeben.

## Werke

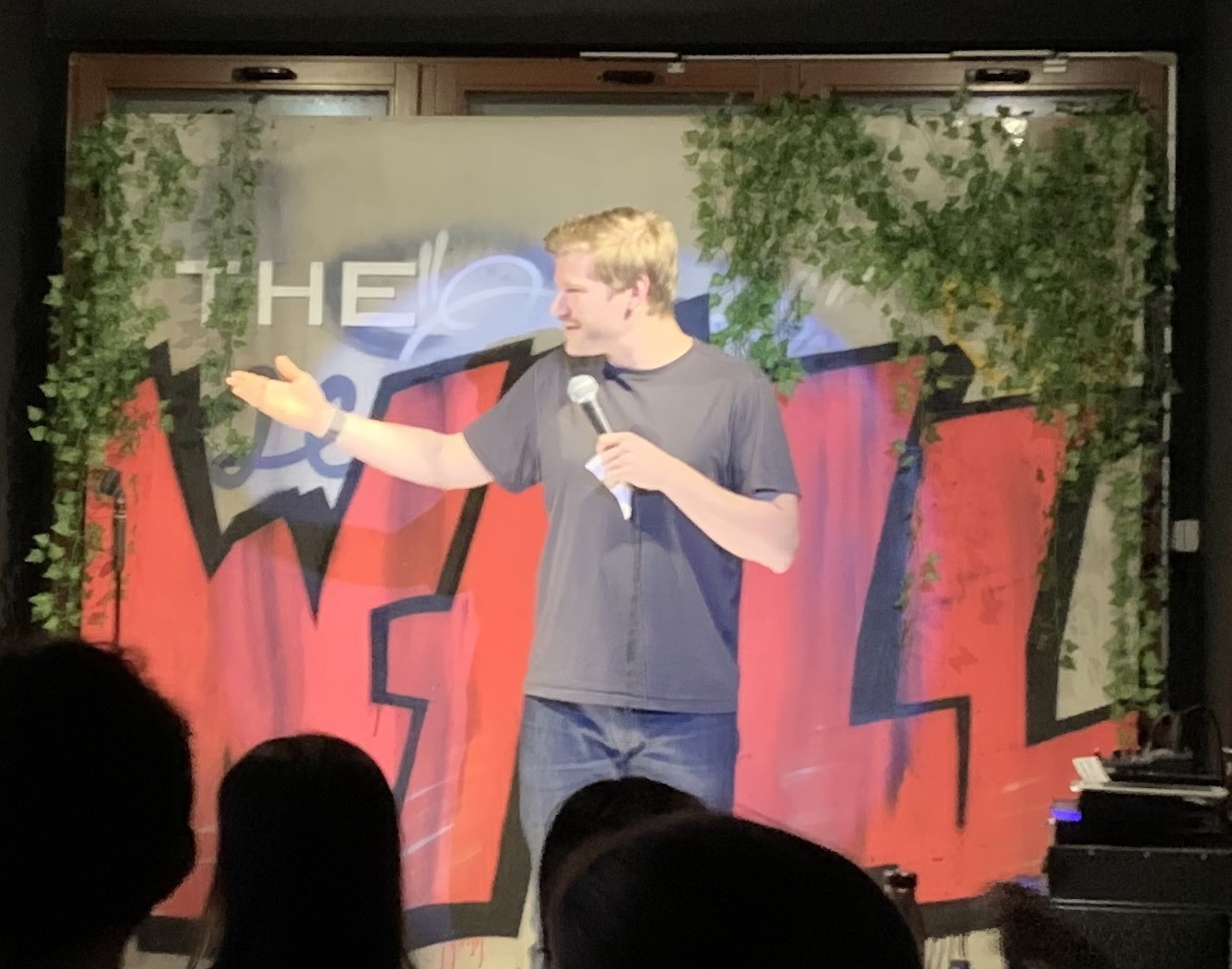
Shapira als Komiker in Berlin, 2022

### Parodien
Internationale Aufmerksamkeit erlangte Shapira im Jahr 2015 mit dem 90’s Boiler Room – einer Parodie der weltweit bekannten Partyreihe Boiler Room. Die Streaming-Videos wurden mit 1990er Pop-Hits von Dr. Alban, Haddaway und den Backstreet Boys unterlegt und hunderttausendfach angeklickt.

### Fernsehsendungen
Vom 9. April bis zum 28. Mai 2019 wurde die erste Staffel seiner Sendung Shapira Shapira auf ZDFneo ausgestrahlt und vom 29. Oktober bis zum 12. Dezember 2019 die zweite Staffel.

### Artikel
Shapira schrieb Artikel für die Wochenzeitung Die Zeit, die Nachrichten-Website Stern.de und das Lifestylemagazin Vice.

### Bücher
- Das wird man ja wohl noch schreiben dürfen! Rowohlt Polaris, Reinbek 2016, ISBN 978-3-499-63146-7.
- Holyge Bimbel: Storys vong Gott u s1 Crew. rororo, Reinbek 2017, ISBN 978-3-499-63335-5.

## Rezeption
Am Silvesterabend 2014 wurde Shapira in Berlin von einer Gruppe antisemitischer Männer arabischer Herkunft angegriffen und in der Folge überregional bekannt. Aufgrund dieses Ereignisses schrieb er das autobiografische Buch Das wird man ja wohl noch schreiben dürfen!, das am 21. Mai 2016 im Rowohlt Verlag erschien und Anfang 2017 in den Bestsellerlisten des Spiegels Rang 18 erreichte. In seinem Buch schrieb Shapira u. a. über seine Kindheit in Israel und Sachsen-Anhalt, die Überlebensgeschichte seines Großvaters mütterlicherseits im Holocaust und die Geiselnahme seines Großvaters väterlicherseits bei den Olympischen Spielen in München.
Im Oktober 2016 sollte Shapira bei der Sendung Facetalk auf Kiss FM interviewt werden. Wenige Stunden vor der Sendung erfuhr er, dass der rechtsradikale Rapper Julian Fritsch ebenfalls in der Sendung interviewt werden sollte, und sagte seine Teilnahme vorerst ab. Daraufhin bot ihm der Sender an, mit Fritsch gleichzeitig on air zu gehen, um diesen zu konfrontieren. Shapira stimmte zu, wurde vom Sender aber nur vor und nach dem Interview mit Fritsch zugeschaltet. Im Anschluss äußerte sich die Empörung über Sender wie Sendung in einem Shitstorm. Shapira kritisierte in einem Vice-Artikel die Sendung für ihr Vorgehen. Die Kritik, der sich zahlreiche Medien anschlossen, richtete sich vor allem darauf, dass der rappende Neonazi unkritisch befragt worden sei und damit eine Plattform für seine Aussagen erhalten habe. Einige Tage später bot Fritsch Shapira ein Interview an, wobei er wegen des Verbots der Holocaustleugnung voraussetzte, dazu nicht befragt zu werden. Shapira lehnte das Angebot in einem Artikel in der Wochenzeitung Die Zeit ab.
Anfang 2017 veröffentlichte er die Webseite Yolocaust (ein Kofferwort aus YOLO und Holocaust), auf der er zwölf Selfies fremder Personen, die diese am Denkmal für die ermordeten Juden Europas gemacht hatten, mit Fotomaterial aus NS-Vernichtungslagern kombinierte. Das Projekt bekam weltweite mediale Aufmerksamkeit und löste eine Debatte über das Mahnmal und die Erinnerungskultur an den Holocaust aus. Die jüdische Autorin Mirna Funk kritisierte die Website auf Zeit Online als effekthascherisch. Nach einer Woche erklärte Shapira das Projekt für abgeschlossen, nachdem sich alle zwölf Personen bei ihm gemeldet und um Entfernung der Bilder gebeten hatten. Auf der Yolocaust-Webseite entfernte er alle Fotos und veröffentlichte mit einem abschließenden Statement zahlreiche Reaktionen auf das Projekt. Das Video des Online-Nachrichtensenders AJ+ über Yolocaust wurde auf Facebook 65 Millionen Mal aufgerufen.
Im August 2017 sprühte er in einer Aktion Hass-Tweets, die der Mikrobloggingdienst Twitter zuvor nicht gelöscht hatte, am Bahnhof Hamburg-Altona auf die Stufen vor Twitters Deutschland-Zentrale. Wenige Tage später bekannte sich Shapira mit einem Youtube-Video mit dem Namen „#HeyTwitter“ zur Aktion und berichtete, im Rahmen eines Experiments über 300 Tweets in einem Zeitraum von sechs Monaten gemeldet zu haben. Nachdem Twitter auf lediglich neun seiner Meldungen mit einer Absage reagiert und die restlichen Meldungen unbeantwortet gelassen hatte, brachte Shapira 30 der unbearbeiteten Hasskommentare mittels abwaschbaren Kreidesprays vor dem Büro des Unternehmens an. Das Projekt sorgte für weltweites Aufsehen und inspirierte Nachahmer zu einem Protest mit Projektionen vor Twitters Hauptsitz in San Francisco. In Interviews erklärte Shapira, sein Projekt fordere keine Zensur, sondern sei lediglich eine Kritik an Twitters nachlässiger Durchsetzung seiner eigenen Richtlinien. Des Weiteren dementierte er den Vorwurf des Vandalismus mit der Begründung, die Verwendung von Kreidespray auf öffentlicher Straße sei in Deutschland legal. Justizminister Heiko Maas schaltete sich in die Diskussion ein und forderte Twitter auf, mehr gegen Hassrede zu unternehmen. Eine Reaktion von Twitter erfolgte nicht.
Am 18. August 2017 erschien Shapiras zweites Buch: eine Bibel-Parodie namens Holyge Bimbel, in der er Geschichten aus dem Alten und Neuen Testament in den zu dieser Zeit neuen Netzjargon Vong übersetzte. Das Buch erreichte am Tag seines Erscheinens den ersten Platz der Amazon-Bestsellerliste. Eine Woche später stieg das Buch auf Platz 10 der Spiegel-Bestseller-Liste ein. In einem Interview begründete Shapira die Wahl der Bibel: „Ich wollte eine Geschichte, die genauso lächerlich wie die Sprache ist. Wenn es ein Buch gibt, das es verdient hat, in Vong geschrieben zu werden, dann ist es die Bibel.“
Ab 2016 infiltrierte Shapira zusammen mit Mitgliedern der Partei für Arbeit, Rechtsstaat, Tierschutz, Elitenförderung und basisdemokratische Initiative 31 nichtöffentliche Facebook-Gruppen der rechtspopulistischen Alternative für Deutschland, ließ sich regulär zum Administrator ernennen und übernahm im September 2017 die Kontrolle über die Gruppen.